# 叶村乡
叶村乡是中华人民共和国浙江省丽水市松阳县下辖的一个乡。
2011年，浙江省人民政府批复同意将叶村乡黄公渡村、寺岭下村改由松阳县政府直辖（分別划归西屏、水南2个街道办事处）。调整后，叶村乡辖15个村。

## 行政区划
叶村乡下辖以下村级行政区划单位：
叶家村、包安山村、河头村、松山村、寺山村、叶村、官田村、麻寮村、源口村、东圩村、膳垄村、横坑村、斗米岙村、南岱村和岱头村。